# Leptomydas rapti
Leptomydas rapti är en tvåvingeart som beskrevs av Dikow 2010. Leptomydas rapti ingår i släktet Leptomydas och familjen Mydidae.
Artens utbredningsområde är Nepal. Inga underarter finns listade i Catalogue of Life.